# Centrodora citri
Centrodora citri är en stekelart som först beskrevs av De Santis och Marcela N. Rodríguez de Sarmiento 1979.  Centrodora citri ingår i släktet Centrodora och familjen växtlussteklar. Inga underarter finns listade.